# Maura bolivari
Maura bolivari är en insektsart som beskrevs av Kirby, W.F. 1902. Maura bolivari ingår i släktet Maura och familjen Pyrgomorphidae.

## Underarter
Arten delas in i följande underarter:
- M. b. modesta
- M. b. fitzgeraldi
- M. b. bolivari